# タマゴタケ
タマゴタケ（卵茸、学名: Amanita caesareoides）は、ハラタケ目テングタケ科テングタケ属のテングタケ亜属タマゴタケ節に分類される中型から大型のキノコの一種。

## 名称
和名の「タマゴタケ」は、最初は白い卵のような形をしている外皮膜（つぼ）に包まれた幼菌から始まり、生長すると赤い傘と橙色の柄が白い袋を破って伸びてくることから名付けられている。地域によっては、ダシキノコ、アンズタケ、ホオベニタケ、ベニタケの地方名でよばれている。
類似種 A. caesareaを珍重するイタリアでは伝統的に現地名をovolo buono（良い卵）、ovolo reale（皇帝の卵）などど呼ぶが、和名の決定に影響を与えたかは分かっていない。かつての名前オオベニタケ（大紅茸）は子実体が大きく傘が赤いことからと見られる。
日本では、江戸時代以前の記録にはあまり登場せず、学術的に報告されたのは1900年で、白井光太郎がドイツの菌学者パウル・クリストフ・ヘニンクスにキノコの彩色図を見せたところ、学術誌『Hedwigia』に日本産キノコ53種が報告された。この中に記載されたタマゴタケには Amanita caesarea の学名があてられ、和名と産地として、「Obenitake」（オオベニタケ）と「Nikko」（日光）と記された。この「オオベニタケ」と呼ばれたキノコは、菌学者の川村清一によって、1913年に「タマゴタケ」の和名で『日本菌類図譜』に原色図が掲載され、その後は「タマゴタケ」の和名が定着した。
絵から判断されたAmanita caesareaという学名は日本産タマゴタケのものとしてしばらく使われていたが、京都市産の標本をもとにAmanita hemibaphaの亜種であるAmanita hemibapha ssp. similisとして扱うべきだとする意見が本郷次雄により1975年に発表された 。 さらに2010年代に入り、遺伝子レベルでの研究により Amanita caesareoidesとする提案がなされており、本項の学名もこれに従う。A. caesareoidesの模式標本の採取地はロシア極東の沿海州であり、原記載論文は1950年に発表されている。
遺伝子解析及び胞子の分析から、日本産のタマゴタケには外見上見分けがつかない未記載の隠蔽種（w:Species complex参照）が存在することが判明している。狭義のタマゴタケは亜寒帯に生息し、隠蔽種は温帯に生息する。この温帯型の隠蔽種は新種サトタマゴタケ（Amanita satotamagotake）として分離することが妥当という論文が発表された。両者は分布域のほか、胞子サイズや培養特性に差があるというが、形態的な差はほぼなく別種として扱うことには賛否両論の意見がある。2024年、この低地の暖地性のものが正式にサトタマゴタケという独立種に分類された。

## 分布
日本（ほぼ全土）・中国・セイロン（スリランカ）・北アメリカ東部などから報告されており、インドやネパールおよびオセアニアにも分布するという。
広い分布範囲を持つとされた日本のタマゴタケ（広義）も2000年代以降に細分化が進んでおり、南西諸島に見られるものがフチドリタマゴタケとして、また本土暖温帯に見られるものがサトタマゴタケとして分離している。狭義のA. caesareoidesはロシア東部、日本の北部や亜高山帯に分布するものとされている。

## 生態

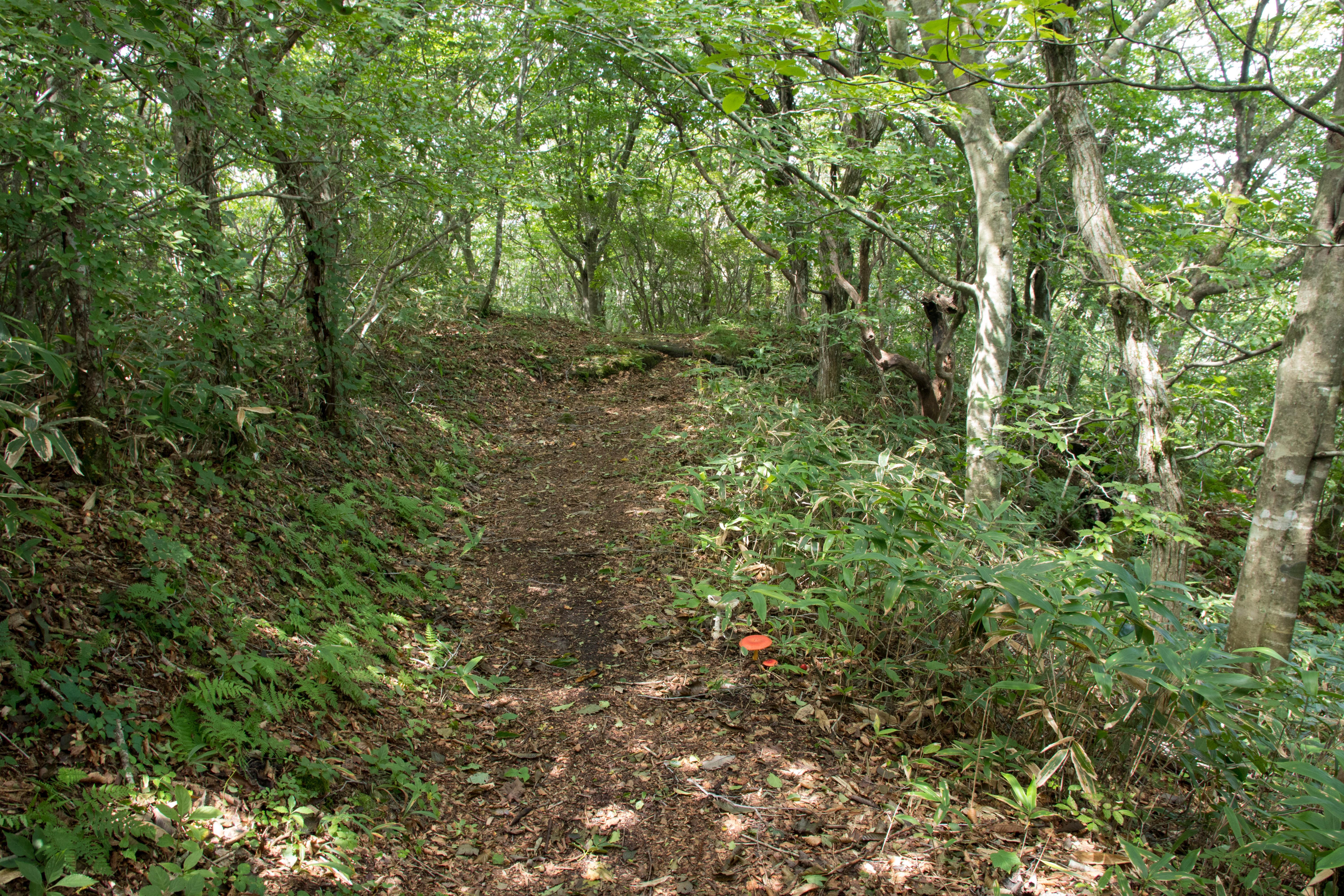
阿武隈山地・日山の広葉樹林
登山道の脇にタマゴタケが生えている
（福島県田村市・2018年8月）

外生菌根菌（共生性）。初夏から秋にかけて、コナラ・ミズナラ・ブナなどの広葉樹（ブナ科・カバノキ科）やシイ・カシなどの常緑樹、および針葉樹（モミ・ツガなどマツ科）の林内、あるいはこれらの混交林（雑木林）に孤生ないし点々と群生する。平地から亜高山帯まで発生する。上記の樹木の細根の細胞間隙に菌糸を侵入させて外生菌根を形成し、一種の共生生活を営んでいると考えられる。ときには、山裾の公園などで大きな群落を作るときがある。南半球ではフタバガキ科の樹木に外生菌根を形成しているという。生長が早く、最初は卵のような白い膜に包まれているが、伸び始めると1日で大きくなる。

## 形態
子実体は、初めは厚くて白色を呈する外被膜に完全に包み込まれた楕円体状をなす幼菌であるが、後に白い殻を破るように頂部が裂開し、赤い傘および柄が伸び始め、外被膜は深いコップ状のツボとして柄の基部に残る。傘は釣鐘形から半球形（まんじゅう形）を経て、中高のほぼ平らに開き、老成すれば浅い皿状に窪むことがある。傘の径は6 - 20センチメートル (cm) 程度、湿時には粘性があり、深赤色ないし橙赤色を呈し、周縁部は黄色くなり明瞭な放射状の明瞭な条線（溝線）を生じる。傘表面の色は、傘が開くにつれて色が薄くなる傾向にある。肉は薄くてもろく、淡黄色で傷つけても変色することなく、味・においともに温和である。ヒダはやや密で柄に離生し、小ひだをまじえ、比較的幅広く、淡黄色を呈し、縁はいくぶん粉状をなす。肉は淡黄色。柄は長さ6 - 20 cm、径8 - 15ミリメートル (mm) 程度、ほぼ上下同大、淡黄色から淡橙黄色の地に帯褐赤色ないし帯赤橙色のだんだら模様をあらわし、中空で折れやすく、上部に大きなツバを備え、ツバより下部は黄色地に橙色のだんだら模様がある。柄のツバは橙色を呈し、薄く柔らかい膜質で大きく垂れ下がる。柄の基部には幼菌時に包まれていたツボが残り、大きく深いコップ状を呈し、白色で厚い。
胞子紋は純白色を呈し、胞子は幅広い楕円形ないし類球形で無色・平滑、ヨウ素溶液によって灰色〜帯青灰色に呈色しない（非アミロイド性）。ひだの実質部の菌糸は淡い黄色の内容物を含み、頻繁にかすがい連結を有している。ひだの縁には、逆フラスコ形・太い棍棒形・円筒形などをなした無性細胞が多数存在する。かさの表皮層はややゼラチン化しつつ匍匐した、細い菌糸（淡橙色ないし淡赤色の内容物を含み、隔壁部にはしばしばかすがい連結を備える）で構成されている。つぼの組織は緊密に絡み合った無色の菌糸からなり、その構成細胞はしばしばソーセージ状あるいは卵状に膨れている。
毒キノコのテングタケ類と区別する大きな特徴は、タマゴタケやタマゴタケの類縁種はヒダが黄色である点で異なる。

## 食・毒性
鮮美な色調を有することから、日本では有毒キノコのように誤解されがちだが、実際は無毒であり食用キノコとして人気がある。ただし、キノコ自体壊れやすく、傷みやすいため、一般にはほとんど流通していない。傘はやわらかく舌触りもよいといわれており、柄は中空で歯ごたえがない。食用にするのは傘が完全に開いたものより幼菌のほうが適しており、ツボは食用に適さない。傷みが早いため、採取したらすぐに利用する。
湯がいて下処理をし、マヨネーズ和え、あんかけ、甘酢和え、すき焼き、鉄板焼き、汁物などにして食べる。素焼きにしたり、バター炒めにしてもよい。傘が開いたものは、天ぷらにすると美味しく食べられるという。タマゴタケの鮮やかな赤色は、茹でると煮汁に黄色い色素が出ると共に茶色に変色するため、色を楽しむには焼くか、新鮮な状態のものを火を弱めに通して色を残すようにするとよいといわれている。味は強いうま味があり、フライや炊き込みご飯、オムレツなどにもよく合う。幼菌は生食されることもあり、薄く刻んでドレッシングをかけてサラダにする。
現在、信州大学で栽培に向けた研究が進められている。菌糸の培養に成功したのは亜高山帯の集団であり、狭義のタマゴタケであると思われる。
毒キノコが多いテングタケ属でありながら食用になるが、毒キノコのベニテングタケやタマゴタケモドキと間違えないように注意が呼びかけられている。

### 放射性物質
福島第一原子力発電所事故以降の放射性物質検査で、宮城県・群馬県・山梨県から採取されたタマゴタケから規制値の100 Bq/kgに近い放射性セシウムが検出されている（2017年現在）。

## 類似種
セイヨウタマゴタケ（Amanita caesarea）は、柄が本種より太短くてだんだら模様を現さないものが多く、傘の周縁部の条溝はタマゴタケに比べて短い。また、胞子がタマゴタケのそれよりも細長い。また、タマゴタケはつぼの内側が黄色を帯びている点でセイヨウタマゴタケと区別できる。ヨーロッパに産するキノコであるが、日本でもまれに見つかっている。
A. javanicaは、傘が帯橙黄色を呈し、胞子が僅かに小形である。見た目は猛毒のタマゴタケモドキに似ている。1962年にインドネシアのジャワ島から報告された種である。またA. similesは、傘が橙黄色から黒色を呈し、頂部の色が濃い。1951年にインドネシアのジャワ島から報告された種である。よく似た種が日本でも見られ、それぞれキタマゴタケ、チャタマゴタケという和名を与えられていた。なお、2017年に発表された論文ではインドネシア産種と日本産種は別種扱いにすることが妥当とされ、新たに日本産キタマゴタケにAmanita kitamagotakeの学名を、日本産チャタマゴタケにはAmanita chatamagotakeの学名を当てることが提唱されている 。
フチドリタマゴタケ（A. rubromarginata）はタマゴタケに非常によく似ているが、傘はやや褐色を帯びた橙黄色を呈し、つばも帯褐赤色であり、さらにひだが帯褐赤色の縁どりを有する点で異なっている。
なお、分子系統解析の結果からは、日本産のタマゴタケと Amanita jacksonii Pomerleau（北アメリカ産）およびセイヨウタマゴタケ（イタリア産）の間には、DNA塩基配列の一部に高い相似性があるとされ、これらを地理的亜種とみなす意見もある。
タマゴタケ類と形態的に最もよく似た毒キノコは同じテングタケ属テングタケ節のベニテングタケ（Amanita muscaria）やウスキテングタケ（Amanita orientogemmata）で傘に条線を有し、白いかさぶたのような外皮膜の破片（いぼ）を点々と付ける。柄は白色。ヒダは白色で柄に対して離生。根元にはツボ、柄にはツバを持つ。テングタケ類のいぼは脱落しやすいものが多く、しばしば完全に脱落したものもみられることから、ツボの形状、ひだや柄の色などのいぼ以外の点で見分けるのが無難。ヒメベニテングタケ（Amanita rubrovolvata）は柄が黄色くなり全体の色合いはよく似ているが、傘の直径は5cm以下と小型でひだの色は白、ツボおよびいぼは赤色である。
その他、ベニタケ科やイグチ科にも赤い傘を持ち似た色合いをし、林床に生えるキノコが知られる。これらはいずれもツバ、ツボは持たず、またイグチ科の多くの種はひだではなくスポンジ状の器官である管孔を持つ。
傘の色は似ていないもののテングタケ属の猛毒種であるタマゴテングタケ（Amanita phalloides）、タマゴタケモドキ（Amanita subjunquillea）、ドクツルタケ（Amanita virosa）などと誤食事故を起こすことがある。これらはいずれも「傘には条線がない。ひだは白色。根元のツボと柄のツバを持つ（ただしツバは脱落の可能性にも留意）」という特徴がある。日本で一般的にキノコ狩りの対象で食用とされるタマゴタケ類はいずれもひだが黄色いものであり比較的見分けやすいが、ひだが白色のタマゴタケ類も多い。日本に分布する種ではタマゴテングタケモドキ（Amanita longistriata）、ドウシンタケ（Amanita esculenta）、ミヤマタマゴタケ（Amanita imazekii）などがひだが白いタマゴタケ類であり、慎重な観察と判定が求められる。タマゴタケの固体によっては、全体が黄色になるキタマゴタケ（Amanita kitamagotake）との区別が難しい場合もある。

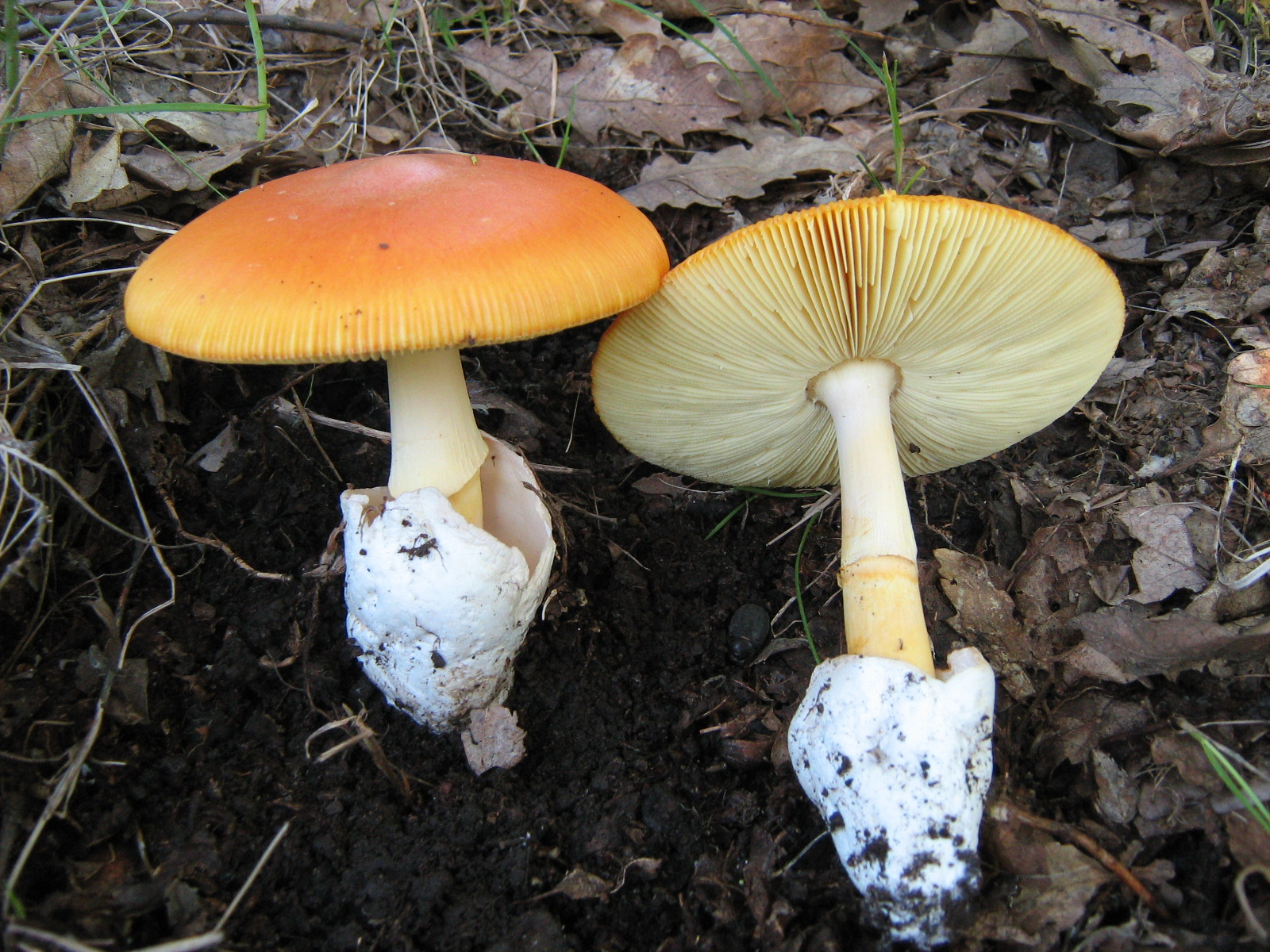
参考：セイヨウタマゴタケ
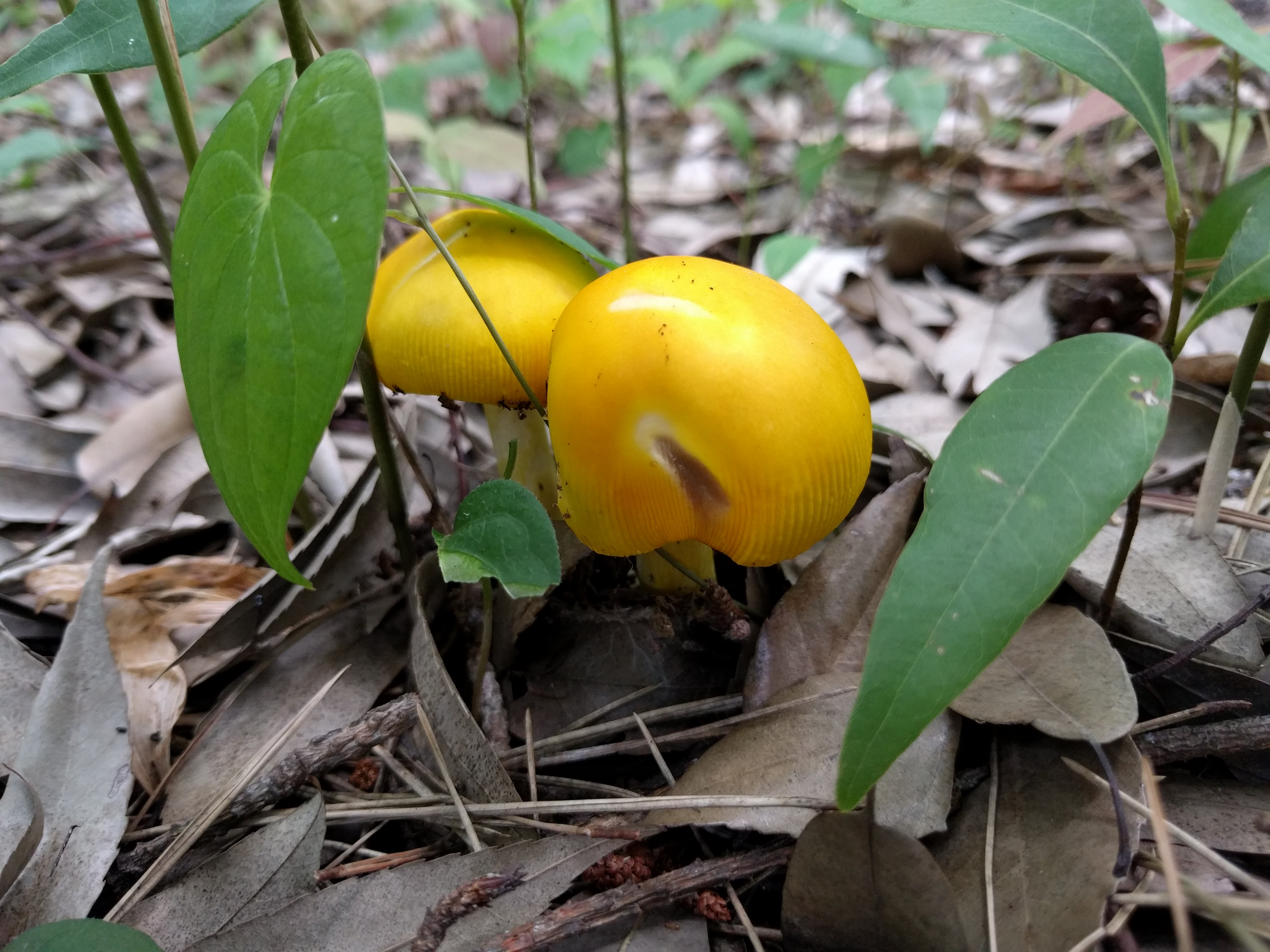
参考：キタマゴタケ
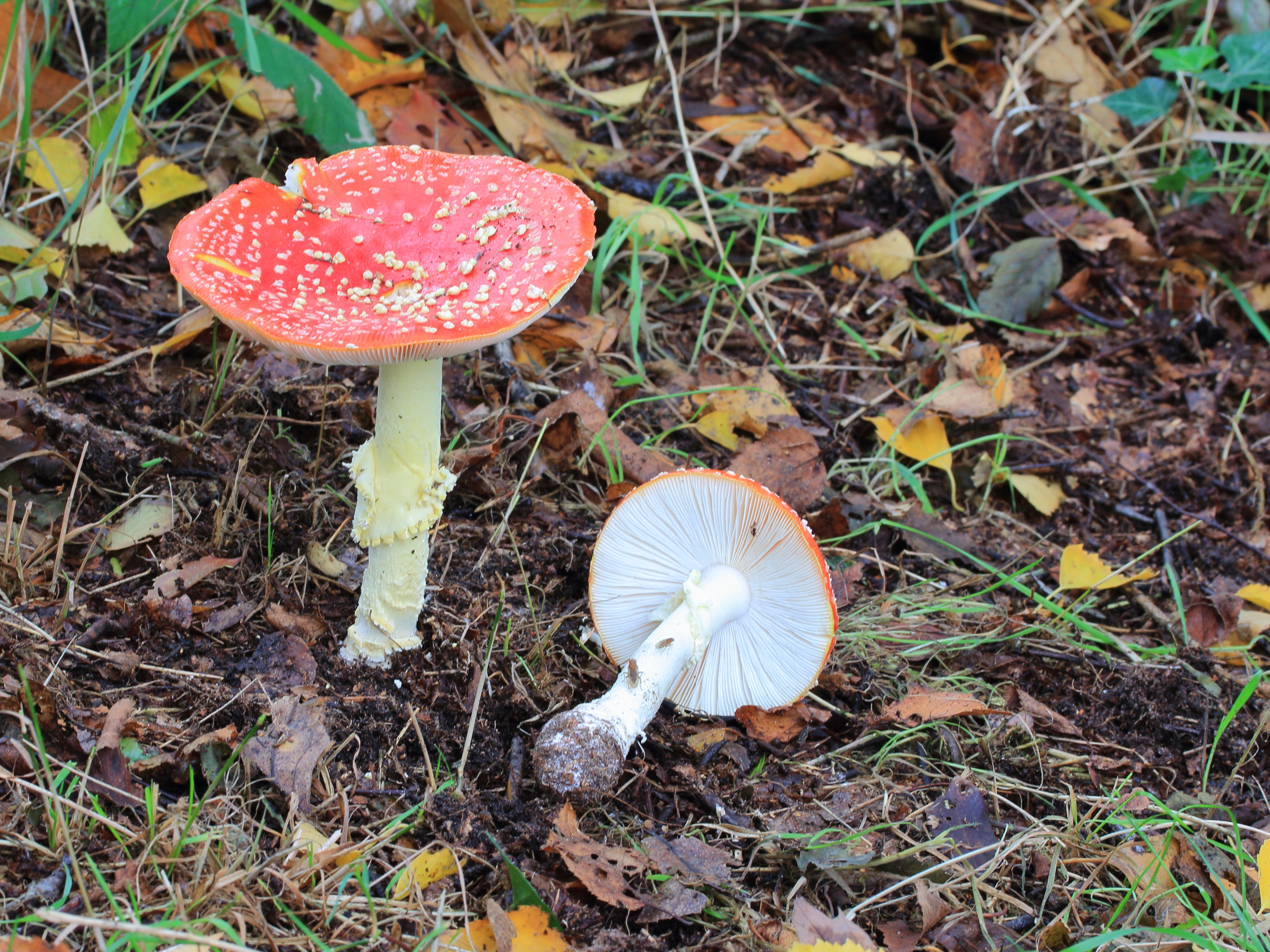
参考：ひだが白いベニテングタケ
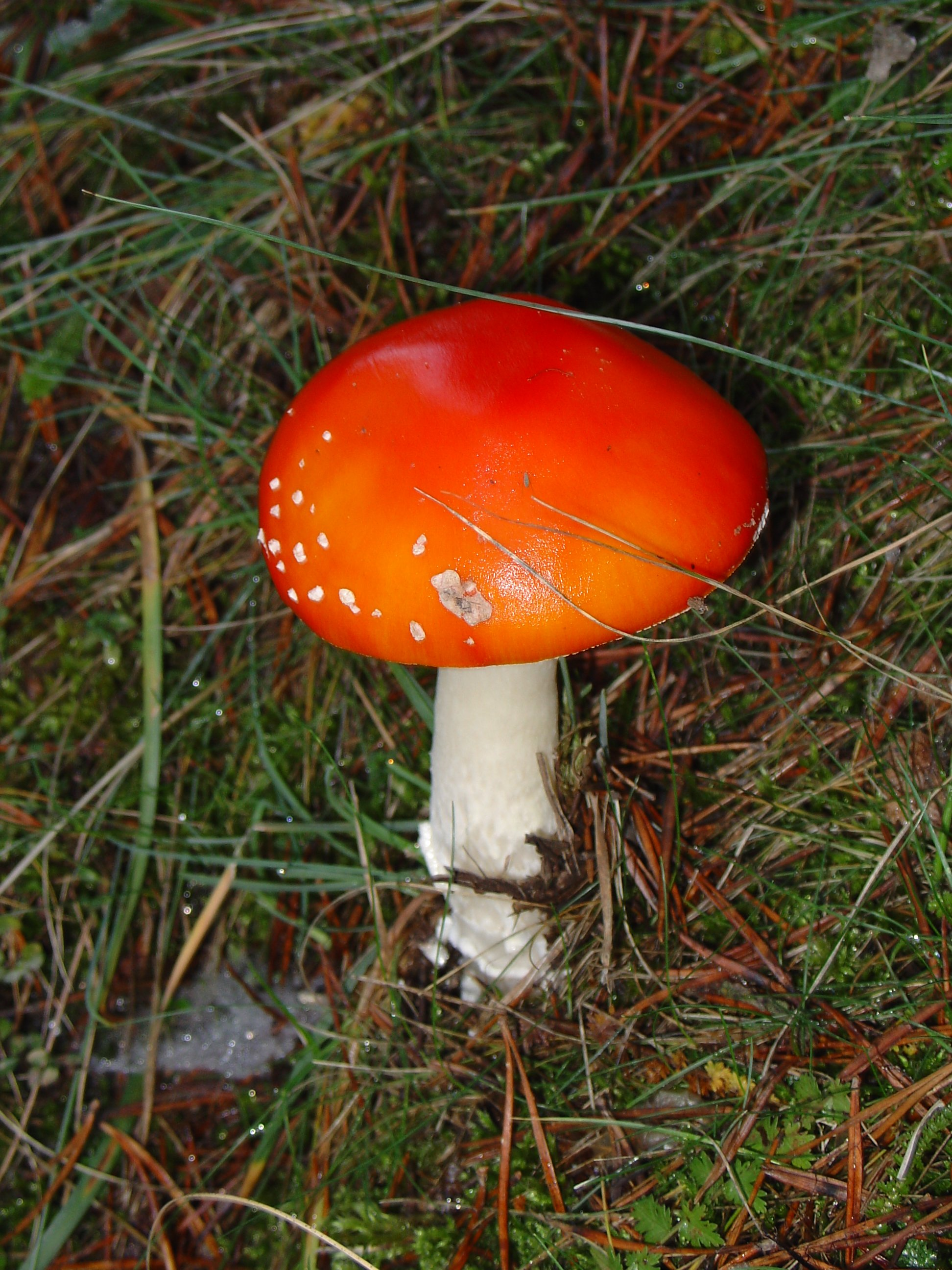
参考：いぼの大半が脱落したベニテングタケ幼菌
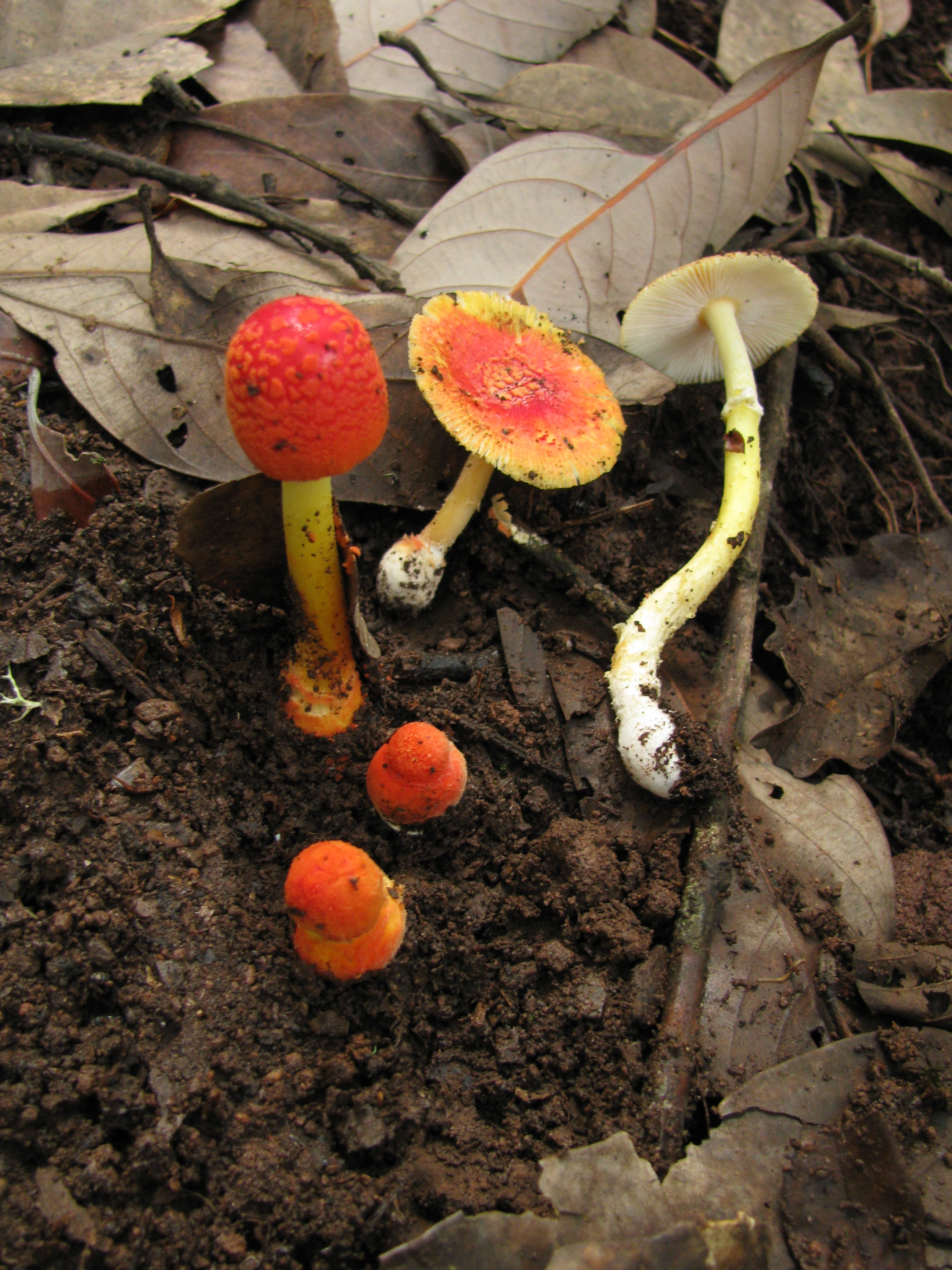
参考：ヒメベニテングタケ
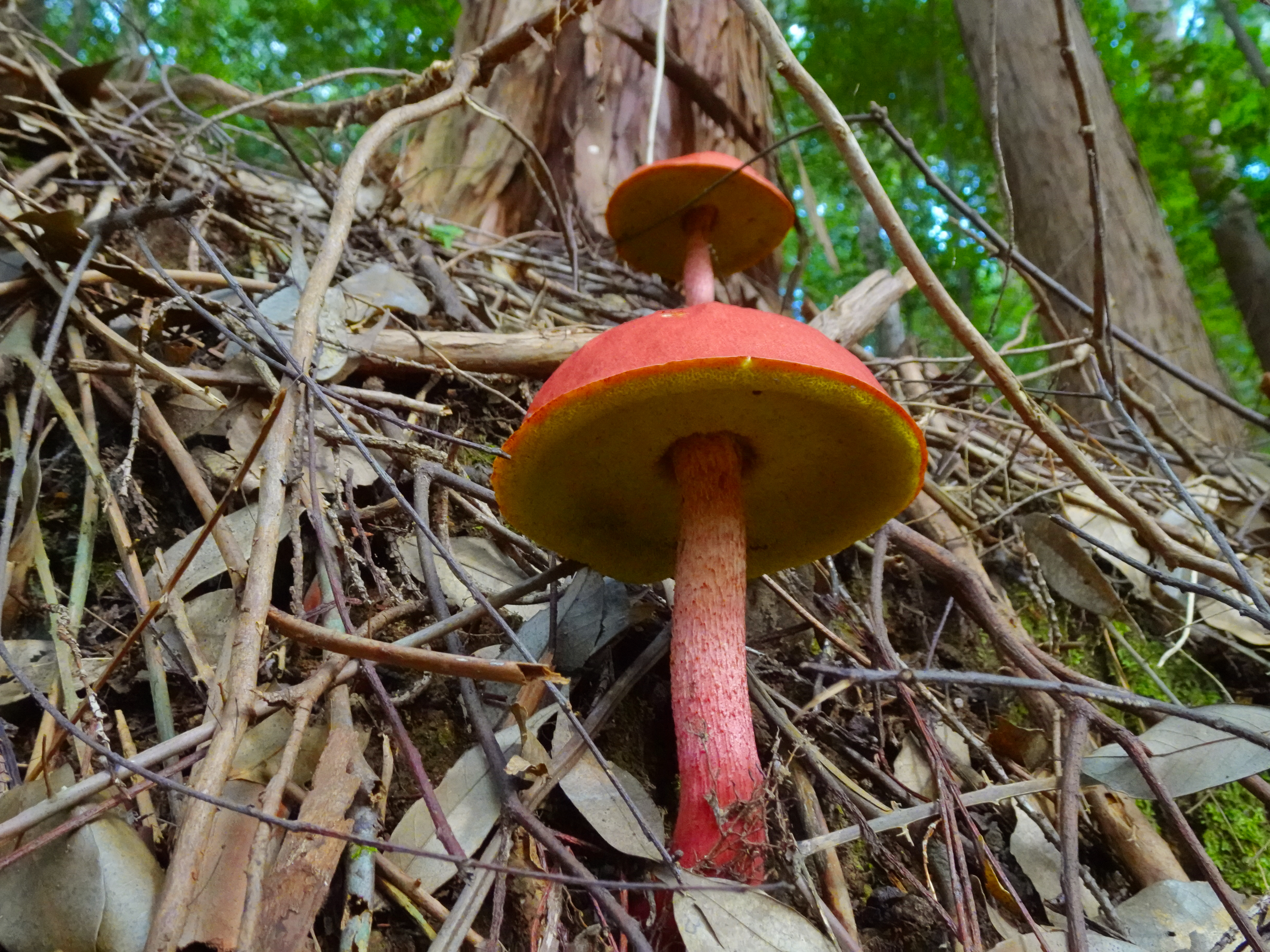
参考：赤と黄色のイグチ科の一種。裏面は管孔
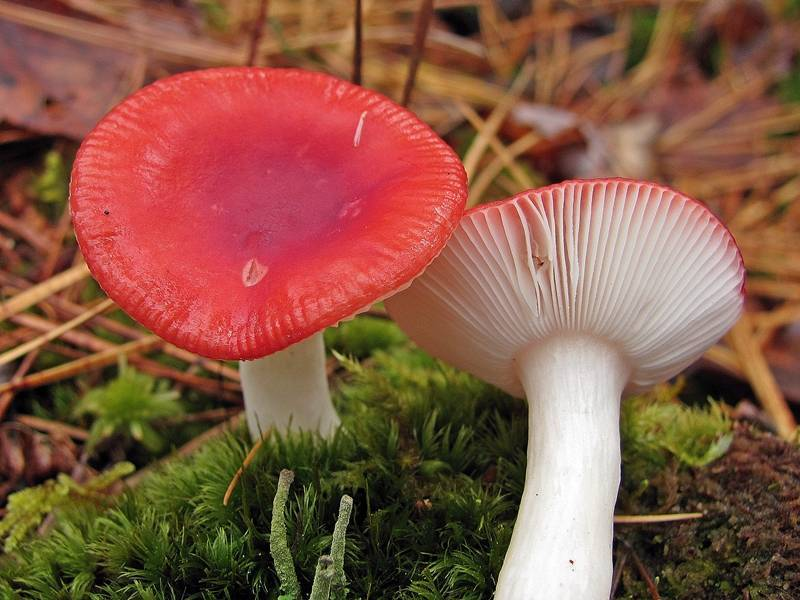
参考：赤いベニタケ科の一種。ツバとツボは無い
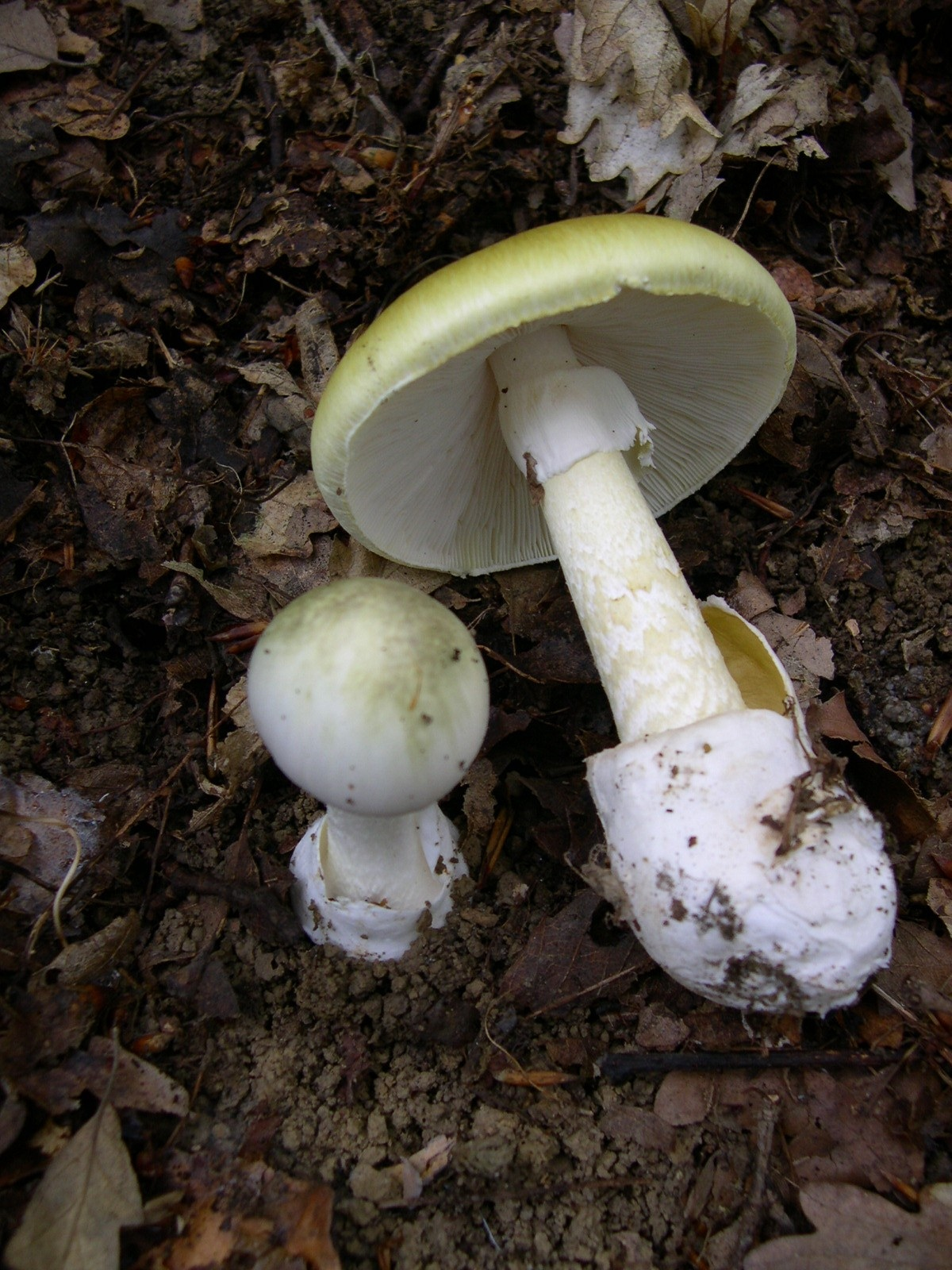
参考：傘に条線が無くひだが白いタマゴテングタケ
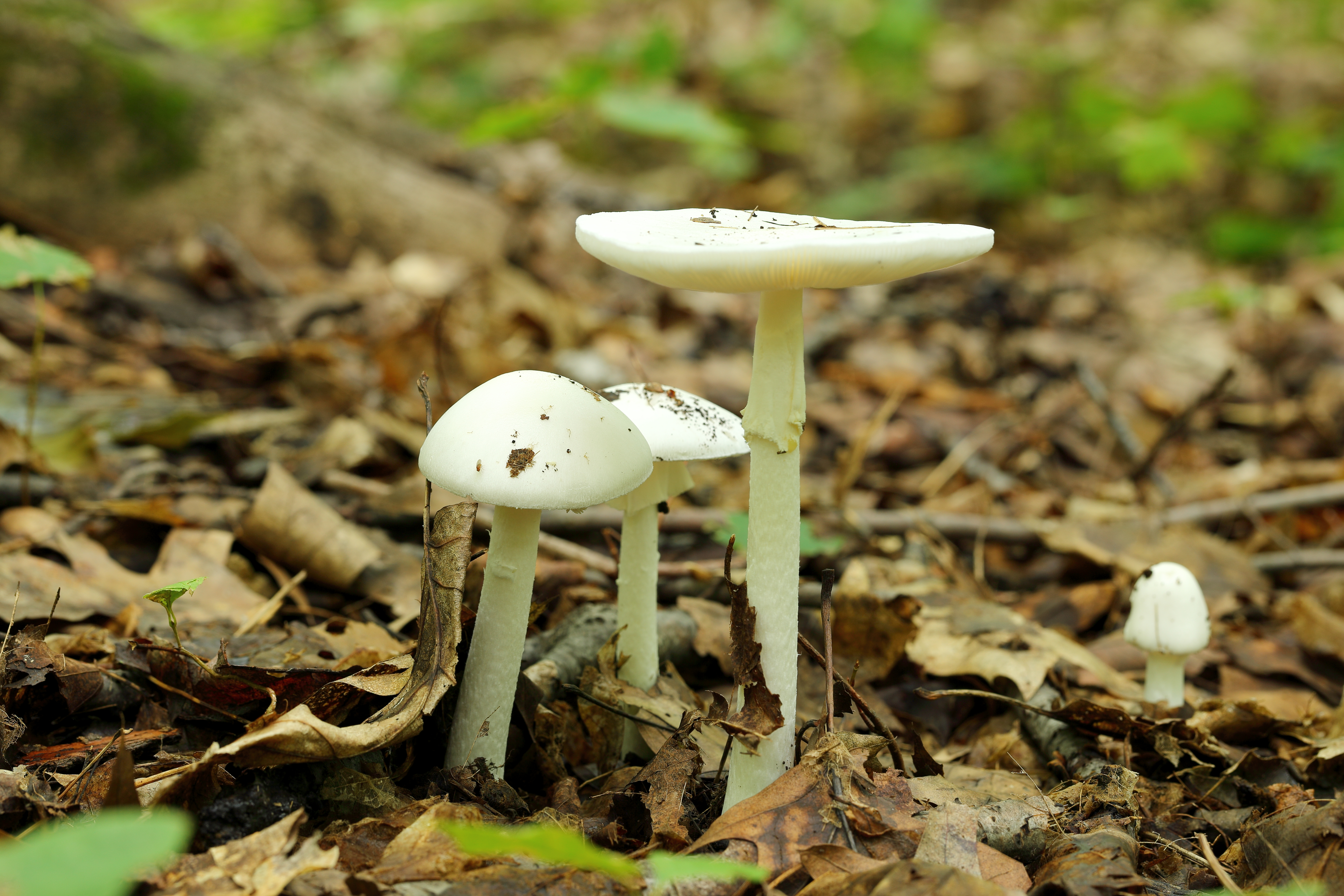
参考：傘に条線が無くひだが白いドクツルタケ